# TOiGO

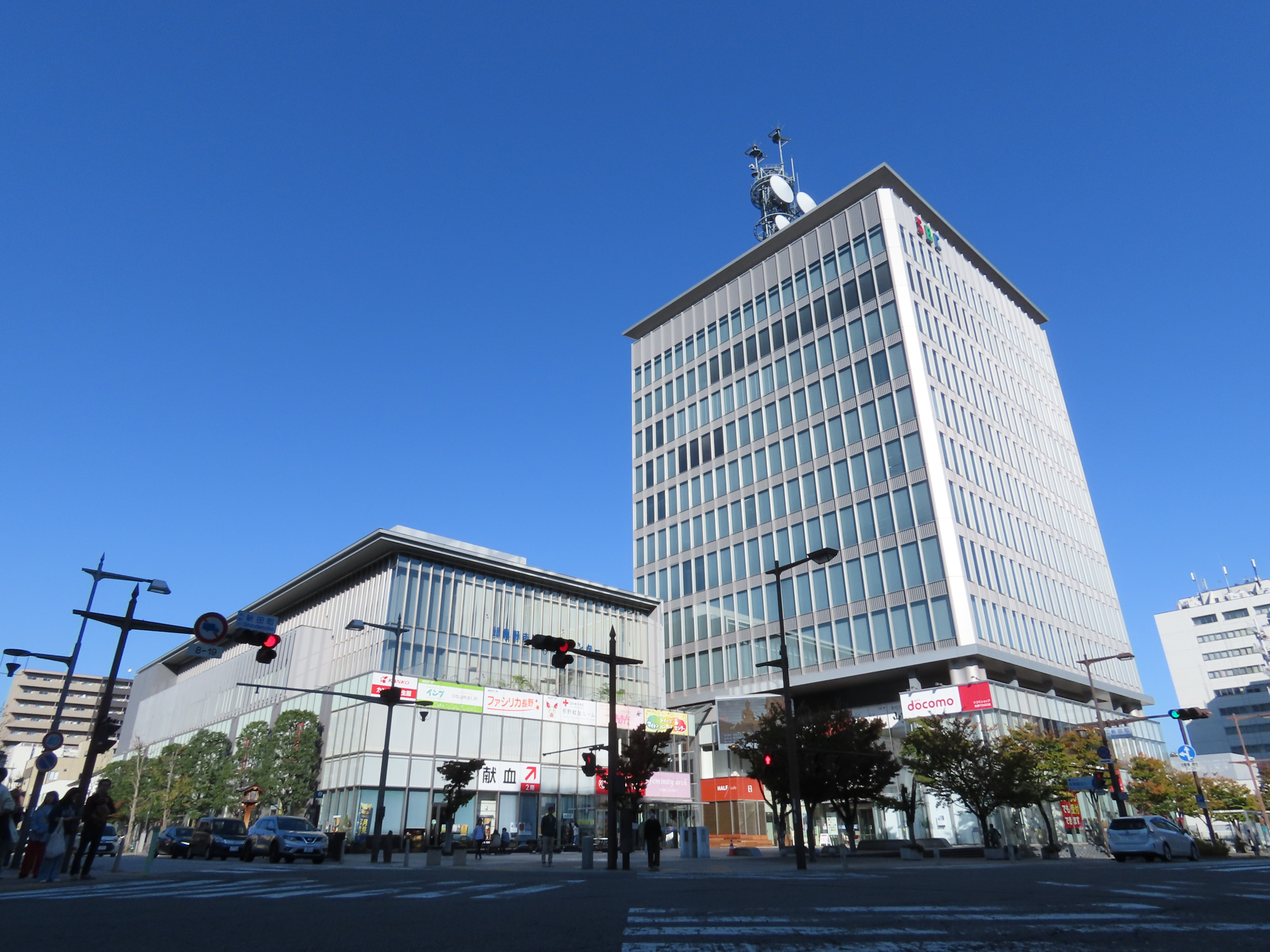
TOiGO SBC（右）とTOiGO WEST（左）

TOiGO（トイーゴ）は、長野県長野市の中心地・長野駅近郊の問御所町の再開発計画と、長野県の民間放送局であるSBC信越放送の開局55年記念事業の一環として2006年9月にオープンしたビルディングである。
施設名は公募で決定。住所の「問御所町」と「Amigo」を掛け、また「未来へ進め」という意味を込めて英語の「TO」と「GO」も掛け合わせたもの。ロゴの「i」は人をイメージして小文字にしている。

## 沿革
長野市ではこの問御所町地域の活性化を図る再開発計画を進め、2002年8月にそれまで長野市吉田1-21-24（SBC通り）にあった信越放送の社屋の移転を発表。同年10月に再開発準備組合が設立された。
2003年12月、正式に再開発組合に格上げして街づくりを開始。百貨店「長野そごう」（旧・丸光百貨店 → 丸光そごう → 長野そごう → 閉店）の跡地に建設が決まり、2006年9月22日に正式オープンとなった。
信越放送は地上デジタルテレビジョン放送（ワンセグテレビ放送含む　2006年10月1日開始）に対応する放送施設を整えて先行的に同年9月4日から移転し（同日デジタルマスター更新）、当社屋での放送を開始した。

## 施設概要

### TOiGO SBC
- 地下1階、地上10階建て
- 2-3階にテレビスタジオ、4階と6階にラジオスタジオ、また報道スタジオが6階と7階にある。一般見学者のロビーは3階にあり、見学できる（団体のみ。要予約）。
- なお、1階及び2階の一部については、ドコモショップやそば屋などのテナントも入居している。

### TOiGO WEST
- 地上4階建て
- 3階と4階に長野市生涯学習センターが設けられている。
- 1階と2階には商業施設や長野献血センターが設けられている。

## その他
- この2つのビルは2階部分に2本の連絡橋（ブリッジ）で繋がっているほか、1階（TOiGO広場付近）にもペデストリアンデッキが設置されている。
- 「TOiGO」の駐車場は2つのビルのそばにある幹線道路・国道19号（昭和通り・新田町交差点）を挟んで存在する立体駐車場。この駐車場の1階にはフィットネスクラブ（快活フィットネスCLUB）や美容所等が入居する[1]。
- TOiGOのオープンに併せて、TOiGO近くにある新田町交差点の横断歩道は、横幅の拡張工事を行い、20mに大幅に拡張された。また、長野県で一番横幅が広い横断歩道になった。